# パブ
パブ（Pub）とは、イギリスで発達した酒場のこと。パブリック・ハウス（Public House）の略。類似呼称にバーがある。アメリカ合衆国では同スタイルの酒場はバーとなる。日本では、洋風の居酒屋のことを「パブ」や「バー」と呼んでいるが、最近では酒類を提供する風俗店にも「パブ」の名が多く使われている。

## 英国のパブ

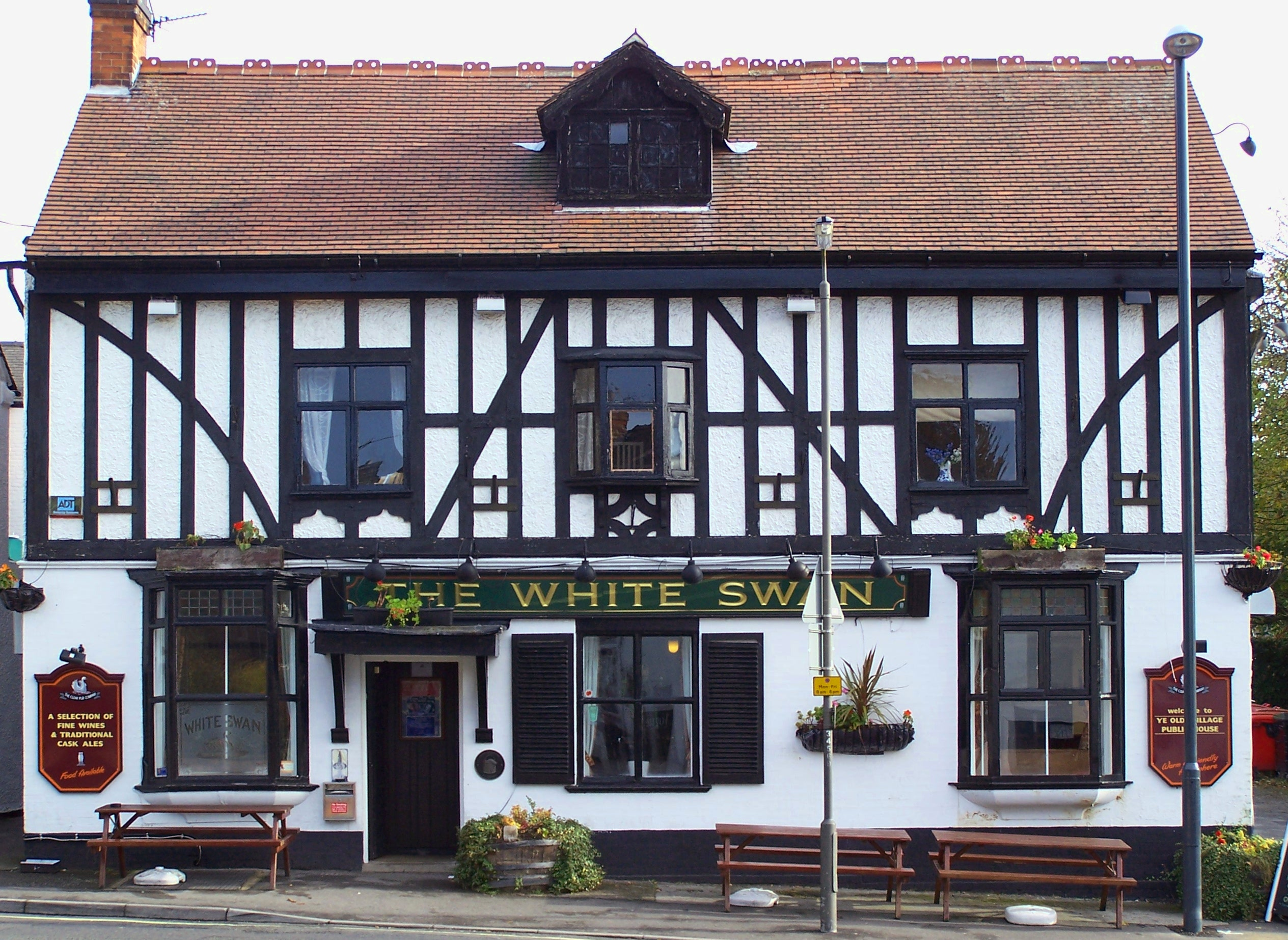
ホワイトスワン

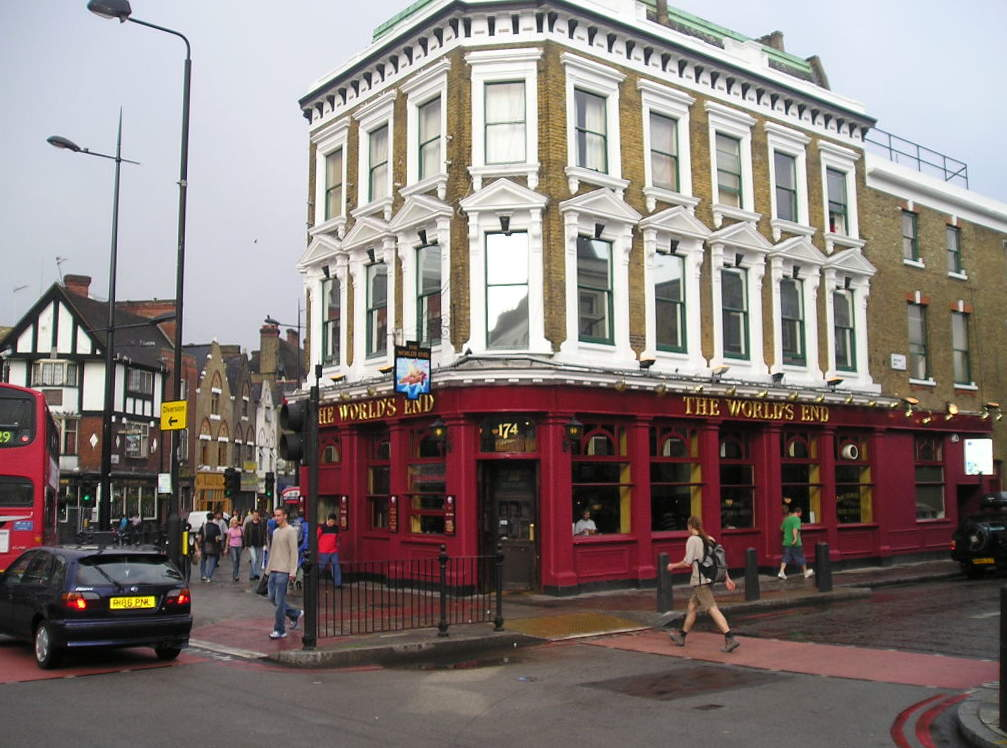
パブ・カムデンタウン(ロンドン)

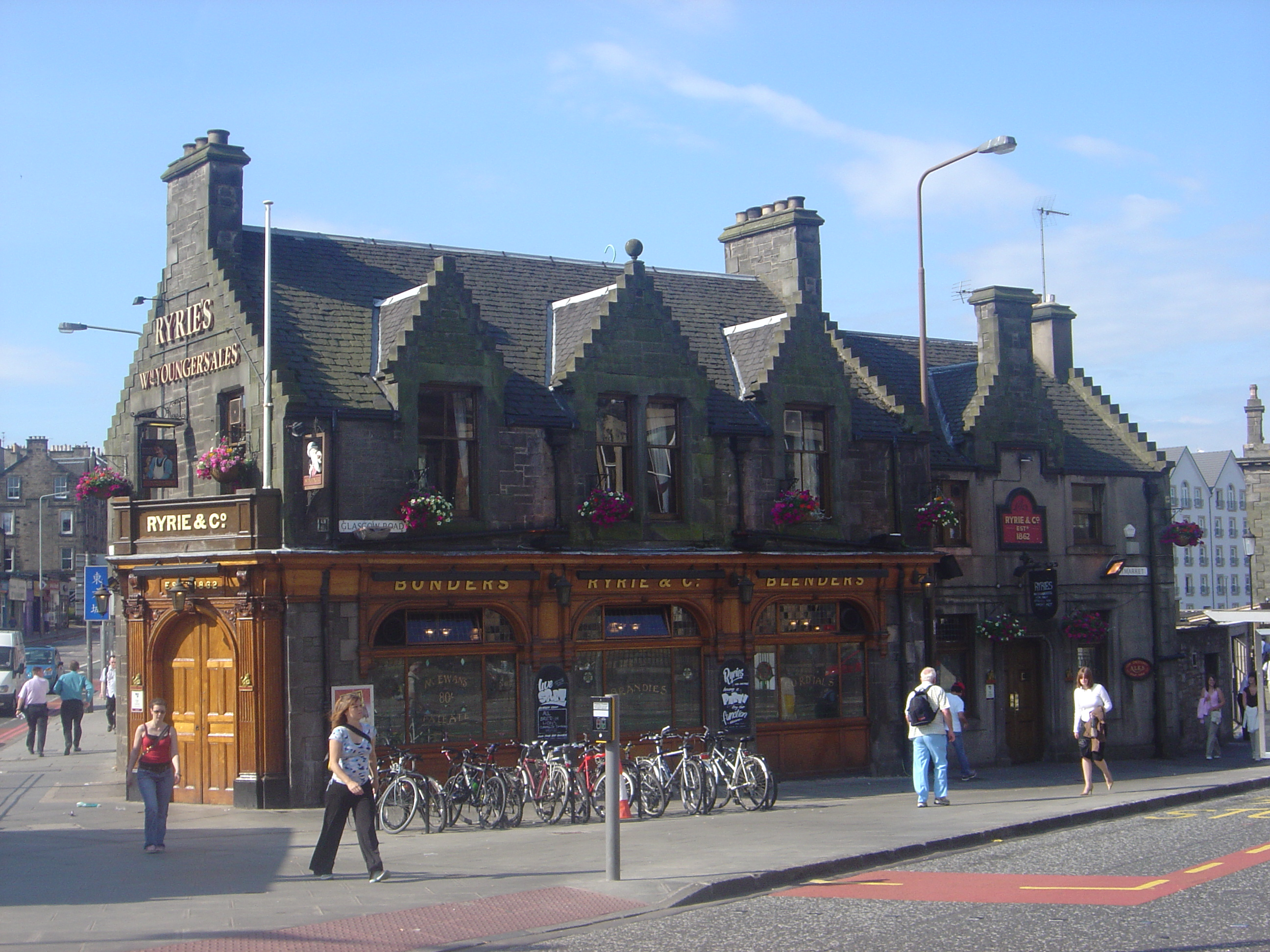
リリイズバー(エディンバラ)

### 概要
イギリス国内に4万7000軒あるとされ、カウンター席や椅子席を設け、主にビールやその他の酒類を提供している。利用客は成人男性が中心であるが、老若を問わずたいへん親しまれており、キッズルームを備えたパブも存在するほどである。
小さいパブでは食事は一切供さず、つまみもクリスプス（crisps、ポテトチップスの事）程度しか置いていないのが常である。一方で大きなパブではランチタイム、及び夜の早い時間に食事を供するところがある。パブランチと呼ばれるこうした食事は、基本的にはすでに調理済みの食材（ローストビーフなど）に付け合せの茹で野菜などを添えたものが一般的であるが、チリコンカーンや、イギリスが発祥の地とされる欧風カレーなど、店によって様々なメニューがある。また、イングリッシュ・ブレックファストを提供するパブもある。
繁華街にあるパブでは週末や夜の遅い混み合う時間では、座席が少ないこともあって多くの客が立ったままでビールを片手に時間を過ごすのが普通で、日本の居酒屋などのように着席して飲むことは少ない。カウンターまで客が自らおもむいて直接バーテンダーに注文し、飲み物を受け取ったらその場で清算するキャッシュ・オン・デリバリー（cash on delivery）という様式が基本である（日中の空いた時間であり、もしウェイトレスなどを置いている中規模以上のパブであればテーブルで注文することも可能）。数人でパブに行った場合、各人が代金を払うのではなく、一人の代表者が全員分の代金を支払う習慣がある。バイイング・ア・ラウンド（buying a round）と呼ばれる習慣で、次の機会の代金支払い時には別の人物が支払いを行い、これを繰り返すことで帳尻を合わせる。

### 歴史
元々は酒の提供だけではなく、簡易宿泊所や雑貨屋の機能も備えた場所として18世紀から19世紀頃に発達した。1868年の文献にパブという言葉が現れたのが、この言葉が使われた最初であるとされる。この当時は、"public house"（公共の家）の名の通り、町の中の便利な社交場として存在していた。しかし、現在のイギリス都市部のパブはいわゆる居酒屋の機能しか持っていないのが普通である。イギリスの地方の町のパブには、クリケット場を併設するなど、「公共の家」の名残を持つものも多い。また、サッカーなどのスポーツ観戦のためには高額な衛星放送に加入しなければいけない現代の英国（やアイルランド）では、パブに赴いてパブに設置された大型テレビなどで友人と共にスポーツ放送を見て休日の午後を過ごす風景は非常に一般的である。
歴然とした階級社会であったかつてのイギリスにおいては、パブの内部は二つ以上に分けられている事がしばしばあり、労働者階級用の空間（パブリック・バー）と中流階級以上の客のための空間（サルーン・バー）は区切られていて入り口も別につけられていた。現在ではこうした区別は廃止されたが、古いパブではその名残である間仕切りなどを目にする事ができる。イギリスほど階級差別が激しくなかったアイルランドではパブにはあまりそうした区別はないが、かつてイギリス人が主に利用していたビクトリアン・パブなどと呼ばれる形式の古いパブではそうした区切りが見られる。また、男性と女性用に場所を区切ってあるパブもかつて存在していた。
「公共の家」としてのパブの発達以前は、「イン」や「タヴァン」、「エールハウス」という名前をもつ施設が11世紀から13世紀頃にイギリスに誕生していた。また、こうした3種類の施設の原型にあたるものは、さらに遡り起源1世紀にローマ人がブリテンを占領した頃から存在していた。大ざっぱに言って今から1000年ほど前、つまり1066年にイギリスがノルマン人に征服され、マグナ・カルタが承認された1215年にかけて、パブの原型が誕生したと考えられる。「イン」「タヴァン」「エールハウス」はそれほど大きな差はないが、起源、内容には本来違いがあった。まず一番古いと考えられるのが「イン」である。もともとは宿泊施設であって、ローマ軍がブリテンを占領して道路をつくったときに誕生した。インには目印として看板のようなものがあり、その中で一般的に見られるのが碁盤のような縞模様である。これはローマ人の好きな娯楽である、チェスを示すもので、このあたりからもインのローマ起源説が信憑性を帯びてくる。したがって本来は宿泊施設であるインにも、当然飲食をするスペースが付属していたはずで、これに加えてチェスのような遊びも楽しめた。泊まって飲み、かつ食らい、そして遊ぶところ、それがインに他ならない。このインの誕生からまもなく、タヴァンの原型が誕生したと考えられる。「タヴァン」（tavern）という言葉は、語源的には古代フランス語の「タベルナ」（taberna）から来ているもので、もともとの意味は「小屋」とか「宿」だった。ローマ時代のタヴァンは、主に人々の飲食の場であり、例えば近隣の町や村の住人が集まって、食事を楽しんだと考えられる。しかし時によっては、このタヴァンに旅人などが宿泊することもあって、こうなるとインとの区別があまりはっきりとしなくなる。続いてエールハウスだが、エールハウスという名前自体はアングロサクソン語から生まれたもので、その機能は居酒屋というのが一番当たっているだろう。つまり、飲食の「飲」の部分に重点が置かれた施設であるわけだが、言葉はアングロサクソン語であるにしても、似たような飲み屋はローマ時代にもあったと考えられる。そしてエールハウスの場合にも、客に飲み物を提供するだけでなく、食事も出し、場合によっては宿泊もさせた可能性がある。
また、1393年、時の国王チャールズ2世の命令によって、旅宿に看板を掲げることが定められた。信仰心の篤い彼は、教会への巡礼を奨励し、その道中の安全のために宿を次々につくらせた。そして旅宿で酒を出すときには、必ず看板を掲げることを命じた。
これを受けて店先に看板が出されることになったが、この看板が問題となる。まず、識字率が低い時代であったので文字を書いただけではわからない。したがって店屋はどこもそこが商うものを絵柄にして、店先に掲げていた。靴屋が靴、鍛冶屋がハンマーという類である。ところがパブでは、この目印になるものがない。ビールのジョッキが候補になるだろうが、どの店も同じような絵柄では「差異化」がはかれない。そこでいろいろな屋号を考え、これにあわせて看板の絵柄を描くことにしたらしい。その結果、パブの屋号と看板は多種多様なものとなった。

### パブの変質
かつての伝統的なパブはほとんど、その建物は一般の民家と変わらなかった。つまり、インの場合は規模が大きく周囲の建物とは画然と見分けがついたが、タヴァン、エールハウスは一般民家と大差ない建物だった。つまり、建物の二階ないしは付属部分に会合用の場所が設けられ、これを「パブリック・ルーム」とか「クラブ・ルーム」と呼んでいた。ただし、大きな敷地を有するパブでは、スポーツやゲーム、ダンスなどをおこなうスペースを、野外や中庭にもつこともあった。
一方、建物の一階は主に飲食の場であった。そしてこのスペースは通常二つに分けられる。第一は「タップ・ルーム」。飲み物の樽についている栓を「タップ」ということからついた名前で、粗末なベンチとテーブルが壁にそって並び、大きな暖炉では持ち込みの食材を調理して食べることができた。したがってこちらは、あまり金のない労働者たちが楽しむ場だったと言える。
これに対して「パブリック・パーラー」と呼ばれる部屋は、タップ・ルームより立派な家具調度類を置いて、主に上客用とされていた。かつてイギリスのパブには、ブルー・カラーとホワイト・カラーそれぞれの部屋があって、入り口も異なることがあったが、それはこうしたパブの構造がもたらしたものと考えられる。
いずれにしてもこのようなパブは、親しい友人、顔見知りなどが集まって、酒を飲みながら談笑にふける、あるいはときとしてどんちゃん騒ぎをするという、暖かなホスピタリティに富んだ場所だった。
ところが19世紀も深まるにつれて、パブ内部がさらに細分化されていき、ときには「プライヴェート・バー」と呼ばれる個室もつくられたりする。これにあわせて客層が分化し、上下の階層がともに集う場面が減ってくる。言うまでもなく、上流階級はクラブなどで密やかな会話にふけり、パブの猥雑な空間から足が遠のくことになる。
この変化につれて、パブ内部でタップ・ルームやパブリック・パーラーが占めていた割合が小さくなり、代わって「バー・ルーム」と呼ばれるスペースが増えてくる。これは要するに今日のパブに一般的な酒類をサーヴィスするカウンター、つまり酒を出したり、酒を売ったり、あるいは立ち飲みをさせる部分が、大きなスペースを占めるということである。
その結果、パブはゆったりとくつろぐ場というより、むしろただひたすら酒を消費する場に変質し、いわば効率一辺倒とでもいうべき経営理念が店を支配することになった。
こうした店では日頃の憂さを晴らすために浴びるように酒を飲む人が圧倒的多数となり、酔っては大喧嘩というの通り相場になった。

### 禁酒運動の高まり
ヴィクトリア時代には禁酒運動を進める人が現れ、やがてこれは大きな高まりをみせることになる。19世紀半ばのことである。産業革命の実質上の担い手であった中産階級は労働を神聖視し、勤勉と節約、自助の精神を盛んに説いた。その彼らの目に、貧しい労働者が酒に溺れる現状は睡棄すべきものとして映った。そうした中から、禁酒運動は大きな影響力をもつに至る。
1830年には禁酒教会が設立され、ほかならぬヴィクトリア女王がその後援会長となる。彼女は「絶対禁酒」は不可能なことと考え、もっぱら「節酒」を説いたのだが、いずれにしても酒の害を非難する声は大きくなっていった。
そのような禁酒運動において特に注目すべき点は、酒を排して集会をおこなう禁酒会館の誕生や、全国禁酒大会の開催である。後者は禁酒運動を全国的な規模で盛り上げるために企画されたものである。しかし、こうした禁酒運動の高まりにもかかわらず、19世紀を通じて酒に溺れる人の姿は跡を絶たなかった。また、パブの変質にもかかわらず、相変わらずここを訪れる人間は数多くいた。様々な都市施設はできたとはいえ、イギリスの庶民にとってパブは手軽で様々の喜びを与えてくれる場所だった。

### 現況
このように英国に根付いた存在であるパブであるが、1970年代から人気が下降する危機があった。1970年代は大手ビールメーカーが英国ビール市場の85%を占有していた時代でもあり、パブの3分の2以上が大手ビールメーカーの系列下になり、大手ビールメーカーは効率を追求して、味の面では従来製法に劣るビールを供給していた。また1970年代には顧客の需要の多様化という問題もあった。
1980年代以降は従来の顧客のみではなく、広い顧客をパブの客に取り込む事により、危機を乗り越えた。また、大手ビールメーカーもビールの従来製法の取り込みを含む味の改善に取り組み、顧客の需要の多様化に対応するという面では、従来の形式にとらわれない多様なバーが生み出され、再び顧客を取り込むことに成功した。2000年代後半に入り、ビール税の値上げや世界的な景気後退で数千店舗で、転業・廃止が起こっている。加えて2007年から店内喫煙禁止令が大きく客の減少に影響している。

## アイルランドのパブ

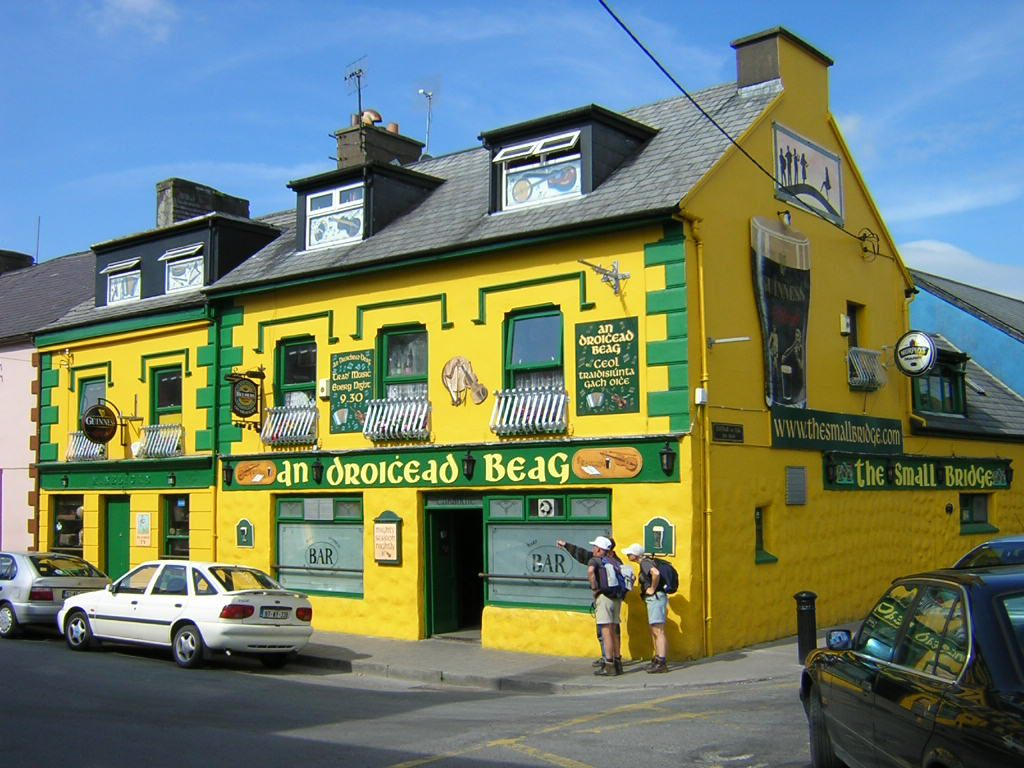
アイリッシュ・パブ

アイルランドのパブは、「アイリッシュ・パブ」（Irish Pub）と呼ばれる。これは、家庭などで作ったビールを近隣の人に飲ませていたものが起源であるといわれる。イギリスと較べ、雑貨屋などと兼業しているパブが多い。また、植民地時代から続く古いパブでは天井が低く、窓の少ない、または小さいパブが多い。これはイギリス政府による建物に対する税金を避けるためであった。アイルランドにある最古のパブは600年以上も前に建てられたものである。アイルランドにおいては現在も近隣の住民が子供や老人も含め老若男女を問わずに集まり歓談する（未成年は夜9時以降はパブへの滞在は禁止であるが）、地域の交流場としての役割があり、どのような小さな通りや寒村にもかならず生活の中心としてパブが存在している。近年では経済成長と近代化により、ディスコやクラブの要素も取り入れた豪華なスーパー・パブと呼ばれる巨大パブも多く見られるようになってきている。アイルランド国外にも、移民として世界各国に移住したアイルランド人たちが集まる場所として多くのアイリッシュパブがアメリカを代表として世界中の移民の多い国・都市に存在している。また最近では世界的にアイリッシュ・パブの流行があり、アイルランド系の客のみではなく、各国で地元の人間を対象としたアイリッシュ・パブが多く存在している。この流れにより、日本にも近年ダブリナーズなど多くのアイリッシュ・パブが開業している。

## オーストラリアのパブ
オーストラリアはイギリスの植民地であった経緯から、基本的にパブも本国の文化を継承するが差異は存在する。例えば市中には「ホテル」の看板を掲げているパブが多数存在するが、これは入植当初に存在した「飲食店は夜遅くまで酒を出してはならない」とする法律を回避した歴史的経緯によるものである。そのほか店内には、スロットマシンを設置している店が少なからず存在し、手軽にギャンブルが行える場所となっている。

## 日本のパブ
日本では、イングリッシュ・パブやアイリッシュ・パブなどと称し、上記のような本場のパブを志向した店舗がある。また、日本における「イギリス料理店」においては、その名が示す通りのイギリス料理を供するレストランではなく、実際には上記のイギリスのパブの様式を踏襲している店が多い。
しかしながら、酒類を提供する風俗店にもおっぱいパブなどと称される店が多い。
なお、飲食業として登録する場合には食品衛生責任者の資格を持つものがいなければいけない。この場合、保健所が管轄することになる。深夜0時過ぎまで営業を行なう場合には「深夜における飲食店営業等」の許可も必要になるほか、接待を伴う場合には風俗営業とされ、風俗営業許可を得なければいけない。この場合、公安委員会が管轄することになる。
日本では、本来のパブの意味からかけ離れた様々な業態のパブが風俗店を中心に広がっている。これらは一般にセクシーパブと称され、前述のおっぱいパブのほか、業態によって様々な呼称がある。

## 関連書籍
- 小林章夫 『パブ・大英帝国の社交場』 講談社現代新書1118 講談社 ISBN 4061491180